# 上原明里
上原明里（9月13日—）為日本女性聲優，日本東京都出身。她原本隸屬Quatre Stella，但在2017年公開聲援《動物朋友》的導演達紀後，便被移藉至只有一名成員的姐妹公司Clair，此舉普遍認為是被公司雪藏。至2019年4月才再次配音動畫主要角色。

## 出演作品
※粗體字為主要角色

### 電視動畫
2016年
- 爆音少女！！（小葉、ハー坊）
- 初戀怪獸（學生）
- 天真與閃電（プリクラのアナウンス）
- 魔裝學園H×H（女學生、研究者、操作員）
- 信長的忍者
- 凸變英雄 BABA（女C）

2017年
- 喵咪days（小長井友子[3]）
- 動物朋友（雕鴞）
- 王室教師海涅（女孩子、男孩子）
- 末日時在做什麼？有沒有空？可以來拯救嗎？（奈芙蓮·盧可·印薩尼亞）
- 國王遊戲 The Animation（松本里緒菜）

2018年
- 三顆星彩色冒險（幼兒）
- Ladyspo（コルピ）
- 京都寺町三條商店街的福爾摩斯（和泉）
- 茜色少女（歌迷）

2019年
- 動物朋友2（雕鴞）
- 信長老師的年幼妻子（齋藤歸蝶）
- 碧藍航線（薩福克）

2020年
- 彼得·格里爾的賢者時間（薇甘·艾德里耶爾[4]）

2022年
- 彼得·格里爾的賢者時間 Super Extra（薇甘·艾德里耶爾）

### OVA
2023年
- OVA 碧藍航線 Queen's Orders（薩福克）

### 廣播劇CD
- （吉川七星）

### 遊戲
- 卡巴拉島～我想成為召喚士～（貂蟬、徐庶）
- 戰舞機娘（Yak-7）
- 戰國明日香ZERO（大賀宗九、本多正信）
- 魔女異聞錄：伊絲塔利亞傳說（碧霞元君テンセン）
- Valiant Knights（タリア）
- 拳擊天使（芽衣紗）
- 狼姬
- 感染少女（斑鳩鈴香）
- 戰場雙馬尾（アイビーニニ）
- 魔法使與黑貓維茲（マツリ）
- 練愛球園（上下上下上）
- Legend of Arsmagna（マデリーン）
- （嘉悅梨音）
- 足球甜心（有原みさ）
- 雷姆利亞 ～Strada Of Chain～（ミリア）
- 銀河足球隊（シエスタ）
- 少女與龍 -幻獸契約Cryptract-（サタン、ビビ）
- 九十九姬（天之尾羽張、聖誕杏黄、布都御魂）
- 萬千回憶（極光の凰騎士シルヴィア）
- 喵喵（系月哀）

## 外部連結
- 上原明里（Quatre Stella） （页面存档备份，存于）（日語）
- 上原明里（Clair）（日語）
- 上原明里的X（前Twitter）